# Nordischer Klang
Der Nordischer Klang ist ein Kulturfestival für Musik und Kunst nordeuropäischer Länder, das alljährlich im Mai in Greifswald stattfindet.
Das Festival bietet Künstlern aus den nordischen Ländern die Möglichkeit, sich außerhalb ihrer Heimat zu präsentieren. Das Programm setzt sich zusammen aus Konzerten, Ausstellungen, Lesungen, Vorträgen, Filmen, Theatervorführungen und einem Kinderprogramm aus den fünf nordischen Ländern Dänemark, Finnland, Island, Norwegen und Schweden sowie aus Estland. Beiträge aus den weiteren Ostsee-Anrainerstaaten ergänzen gelegentlich das Programm.
Veranstalter ist der Kulturverein Nordischer Klang e. V., welcher mit dem Institut für Fennistik und Skandinavistik der Universität Greifswald assoziiert wird. Dabei wird eng mit den Kultureinrichtungen Greifswalds zusammengearbeitet, die sich mit eigenen Programmpunkten einbringen. Vorsitzende des Kulturvereins Nordischer Klang e. V. sind Clemens Räthel und Marko Pantermöller.

## Geschichte
Seit 1992 findet das Festival Nordischer Klang jährlich statt.
In der Regel steht das Festival unter der Schirmherrschaft eines nordischen Ministers und eines deutschen Ministers.

## Programme

### 2008
Im Jahr 2008 fand der 17. Nordische Klang vom 2. bis zum 9. Mai unter der Schirmherrschaft der isländischen Kulturministerin Þorgerður Katrín Gunnarsdóttir statt. Neben vielen kulturellen Programmpunkten aus dem Nord- und Ostseeraum traten u. a. auch Viktoria Tolstoy und LaGaylia Frazier auf.

### 2009
Der 18. Nordische Klang fand vom 2. bis zum 9. Mai 2009 unter der Schirmherrschaft des Ministerpräsidenten von Mecklenburg-Vorpommern Erwin Sellering und Finnlands Außenminister Alexander Stubb statt, dessen Heimat im Zentrum des Kulturfestes stand. Zu den Teilnehmern des Festivals gehörten neben der finnischen Sängerin Johanna Iivanainen, die mit dem Saxophonisten Eero Koivistoinen auftrat, die Marilyn Mazur Group und der samischen Sängerin Sofia Jannok. Außerdem fanden verschiedene Comic-Ausstellungen statt, u. a. Zeichnungen von Steffen Kverneland.

### 2010
Vom 6. bis zum 15. Mai 2010 fand der 19. Nordische Klang statt. Die Schirmherrschaft übernahm in diesem Jahr Norwegen und der Ministerpräsident von Mecklenburg-Vorpommern, Erwin Sellering.
Konzerte gaben die dänische Progressiv/Rock-Band The Savage Rose, die schwedischen Entertainerin Sylvia Vrethammar und Valkyrien Allstars, eine Folk/Pop-Band aus Norwegen.

### 2011
Im Jahr 2011 feierte der Nordische Klang in der Zeit vom 5. Mai bis zum 15. Mai seinen 20. Geburtstag. Die Schirmherrschaft hatte die schwedische Kulturministerin Lena Adelsohn Liljeroth. Es spielten unter anderem die Elin Larsson Group (S), das Jan Lundgren Trio & LaGaylia (S/USA; Special guest: Lars Danielsson), die dänische Popnacht mit Bird und Catbird, die Wimme Saari Group (FIN) und die Veranstaltungsreihe „Universum“ des Universalkünstlers Per Kirkeby.

### 2012
Unter dem Motto „mächtig gewaltig“ fand der 21. Nordische Klang vom 3. Mai bis zum 14. Mai statt. Die Schirmherrschaft hatte Dänemarks Kulturminister Uffe Elbæk zusammen mit dem Ministerpräsidenten Mecklenburg-Vorpommerns Erwin Sellering. Greifswald holte die Olsenbande in die Stadt und Morten Grunwald alias Benny, der letzte lebende Schauspieler des Ganoventrios, präsentierte zusammen mit MDR-Moderatorin Janine Strahl-Oesterreich eine neue Biographie über den Egon-Darsteller Ove Sprogøe. Außerdem erwartete das Publikum die Vorführung des neuen Animationsfilmes Die Olsenbande in feiner Gesellschaft und ein Abend rund um die Olsenbandenvorgänger Pat & Patachon.
Es spielten u. a. der Jazzposaunist Nils Landgren (S) zusammen mit der NDR Bigband, die Pop-Band Czesław Śpiewa (P/DK), EstherOrkester (N) und The Irrationals (FIN). Der Begründer des Avantgardejazz in der ehemaligen Sowjetunion Wjatscheslaw Ganelin kam mit seinem aktuellen Trio Priority.

### 2013
Das unter isländischer Schirmherrschaft stehende Festival fand vom 2. bis zum 13. Mai statt zum 22. Mal statt und wurde mit einem Auftritt von Anna María Björnsdóttir (IS) eröffnet. Eine Besonderheit war ein für Greifswald produziertes Musikvideo, in welchem die Künstlerin Kitty Von-Sometime (IS) im Rahmen ihres Weird Girls Projects 14 junge Frauen in schrillen Kostümen in der Greifswalder Landschaft in Szene setzte. Weitere Höhepunkte waren die Indienacht mit Møll (N) und Tilbury (IS), die finnische Popband Mariska & Pahat Sudet und das Deutschlanddebüt des Bluessängers Jes Holtsø alias Börge, ehemaliger Darstellers der Olsenbande.

### 2014
Vom 2. bis zum 12. Mai fand der 23. Nordische Klang statt und stand unter Schirmherrschaft der finnischen Bildungsministerin Krista Kiuru und dem Ministerpräsidenten Mecklenburg-Vorpommerns, Erwin Sellering. Eröffnet wurde das Festival mit der Deutschlandpremiere des sinfonischen Jazz Poems „Suomi“ des Finnen Heikki Sarmanto und dem schwedischen Jazzmusiker Nils Landgren, der mit dem Philharmonischen Orchester Vorpommern auftrat.
Zu sehen gab es u. a. die Band Andalusian Conspiracy (N), die Gothenburg Gadjos (S), die Roger Berg Big Band (S) mit ihrem polnischen Gast-Jazzer Soyka, die Indie-Jazz Band Johanna Elina Group (FIN/DK), das internordische Vokalensemble IKI, die Countrypop-Band The Bandettes (S) und die Band Ted Glen Extended (N) feierte sogar ihre Auslandspremiere.
Im Rahmen des Fokus des Nordischen Klangs auf Finnland wurde Greifswald 2014 zum Satellitenstandort der Frankfurter Buchmesse gewählt.

### 2015
Das Kulturfestival fand vom 1. bis zum 10. Mai zum 24. Mal statt. Die Schirmherrschaft hatte das Königreich Norwegen inne. Zu sehen gab es zum Beispiel das norwegische Trio Gammalgrass, die Post-Rocker Róa, die das erste Mal außerhalb Islands auftraten, die "Folkhall"-Band Snakka San und SVER. Die in Dänemark lebende Jazz-Bassistin Kristin Korb gastierte bereits zum zweiten Mal.

### 2016
Vom 5. bis 15. Mai feierte das Festival sein 25. Jubiläum. Eine Besonderheit war, dass 2016 alle fünf nordischen Botschaften aus Berlin die Schirmherrschaft übernahmen. Zudem wurde Grönland für einen Abend in den Fokus gerückt. Musikalische Highlights waren unter anderen die Dänische Radio Big Band, die Instrumental Pop-Band Wintergatan (S), Ska-Pop-Rockerinnen Razika (N), die Dudelsack-Folker Trad.Attack! (EST), die Indie-Elektro Band Vök (IS), die Jazzsolistin Birgitte Soojin sowie das Jazz-Punk-Trio Mopo (FIN) und der weltberühmte Tuba-Virtuose Øystein Baadsvik (N), der vom innovativen Orchester Musika Vitae (S) begleitet wurde.

### 2017
Der Nordische Klang fand vom 4. bis zum 14. Mai unter der Schirmherrschaft der schwedischen Kultur- und Demokratieministerin Alice Bah Kuhnke und des Ministerpräsidenten Mecklenburg-Vorpommerns Erwin Sellering statt. Headliner des Festivals war der finnische Akkordeon-Virtuose Kimmo Pohjonen. Der Nordische Klang bot auch dieses Jahr wieder ein breites Spektrum an Musikstilen: Von Vocal Folk Hop der finnischen Girlband Tuuletar, über Alternative Music des Projekts Kapl̩i aus Lettland, das schwedische Jazzquartett um den Komponisten Cennet Jönsson, das Philharmonische Orchester Vorpommern mit der Solistin Karen Dornbusch, dem UniSinfonieOrchester Greifswald mit dem Solisten Mika Seifert, der norwegischen Soulsängerin Lisa Nybrott, dem estnischen Pianisten Rein Rannap, das Krupka Trio aus Norwegen, der Monday Night Big Band und Mimi Terris aus Malmö, dem Latin-Quartett um Lázara Cachao und Edith Tamayo aus Dänemark, Kuba und Mexiko, dem isländischen Elektroduo Rest in Beats, der Girlband Echoes in Veil aus Dänemark bis hin zu der estnischen Folk Pop-Band Curly Strings und der Soul Pop Queen Miss Tati.
In Ausstellungen wurden Werke von dem Esten Arne Maasik, der Bornholmerin Angelika Mousson und dem Dänen Ken Denning gezeigt.
In der Rubrik Film wurden The Girl King von Mika Kaurismäki, The other Side of Hope von Aki Kaurismäki und Þrestir von Rúnar Rúnarsson gezeigt.
Einen Schwerpunkt legte das Festival auf das Thema Comic beziehungsweise Graphic Novel. Dazu gab es ein Informationsforum mit Filippa Hella, Ola Hellsten, Annette Herzog, Espen K. Holtestaul, Kristian Krogh-Sørensen, Joachim Schiedermair, Øvind Vågnes, Nina Ernst und Camilla Storskog.
Die Podiumsdiskussion zum Thema Rechtspopulismus in Nordeuropa war ein Beitrag zur Europawoche. Ein ähnliches Thema griff auch der Oberbürgermeister von Lund Lennart Prytz auf, der einen Vortrag zu Demokratie in Zeiten von Populismus und Eliten hielt.
Auch das 100-jährige Jubiläum der finnischen Selbständigkeit hatte seinen Einfluss auf den Nordischen Klang. Vier Veranstaltungen nahmen sich das zum Anlass.

### 2018
Der Nordische Klang fand vom 3. bis zum 13. Mai unter der Schirmherrschaft des estnischen Kulturministers Indrek Saar und der Ministerpräsidentin des Landes Mecklenburg-Vorpommerns Manuela Schwesig statt. Die Eröffnungsfeier wurde in Anwesenheit u. a. des Botschafters der Republik Estland in Berlin Mart Laanemäe und des Altbundespräsidenten Joachim Gauck im Theater Vorpommern begangen. Mit dem 34-köpfigen Eesti Politsei- ja Piirivalveorkester (das Estnische Polizei- und Grenzschutzorchester) unter Mitwirkung der Sängerin Liisi Koikson trat im Eröffnungskonzert das bisher größte Gastensemble in der Geschichte des Festivals auf. Außerdem spielten u. a. Tarabband und Frigg (Folk & Weltmusik Nacht), das Marja Mortensson Trio und Vassvik (Samischer Joik), MiaMee und Opus (Electro Nacht), Sniksnak und Timshel (Indie Nacht), sowie zum Abschlussfest Skenet (Folk Rock) und DoktorDoktor (Hiphop) an jeweils einen Abend. Am letzten Tag gab Andres Uibo ein Orgelkonzert im Dom St. Nikolai.

### 2019
Vom 3. bis 13. Mai lief das Musik- und Kulturfestival in seiner 28. Ausgabe über die Bühnen Greifswalds. Die Schirmherrschaft übernahm die isländische Premierministerin Katrín Jakobsdóttir zusammen mit der Ministerpräsidentin des Landes Mecklenburg-Vorpommerns Manuela Schwesig. Auf dem Programm standen AyOwA, Broen, Moses Hightower, Sousou & Maher Cissoko, das Obi Trio feat. Denise Fontoura, Kajsa Balto, Sex Magick Wizards, Klaki, Ritva Nero und Östblocket. Lesungen wurden gehalten von Johan Harstad (Max, Mischa und die Tet-Offensive) und Johanna Sinisalo (Iron Sky. Renate und die Mondnazis).

### 2020
Der Nordische Klang fand vom 8. bis 18. Mai aufgrund der COVID-19-Pandemie digital statt. Die dänische Kulturministerin Joy Mogensen hatte gemeinsam mit Mecklenburg-Vorpommerns Ministerpräsidentin Manuela Schwesig die Schirmherrschaft übernommen. Im Anschluss an die feierliche Eröffnung, die vom festivaleigenen YouTube-Kanal gesendet wurde, trat Karmen Rõivassepp zusammen mit ihrem Bassisten Adrian Christensen auf. In den folgenden Tagen fanden digitale Wohnzimmerkonzerte der Künstler Sousou & Maher Cissoko Band, Jaqee und Band, Rosa Cruz vom Rosa Cruz Trio, Myrra Rós Þrastardóttir gemeinsam mit Júlíus Óttar Björgvinsson, Mall Girl sowie dem Ensemble La Récréation und einigen anderen statt.
Auch Grußbotschaften der Bassistin Ida Hvid (Blonde Bass) und des Pianisten Esa Ylönen, aber auch vom Pommerschen Landesmuseum bereicherten das Festival. Zudem wurden mehrere Interviews veröffentlicht, in denen sowohl Künstlern wie die Musiker der Band Isák, aber auch Segelmacher Sebastian Hentschel und Norwegisch-Lektor Arnt Sundstøl zu Wort kamen.

### 2021
Aufgrund der COVID-19-Pandemie wird der Nordische Klang zweigeteilt und auf die Sommermonate ausgeweitet. Im eigentlichen Festivalzeitraum vom 7. bis 22. Mai wird mit digitalen Lesungen, Kolloquien und Konzerten ein virtuelles Programm geboten. An zwei Wochenenden im Juli (23.-25.7.) und August (20.-22.8.) sollen im Rahmen von Open-Air-Veranstaltungen wieder Konzerte in Greifswald stattfinden. Die Schirmherrschaft übernimmt Mecklenburg-Vorpommerns Ministerpräsidentin Manuela Schwesig gemeinsam mit einem Mitglied der finnischen Regierung. 2021 feiert das Festival sein 30. Jubiläum.

### 2022
Die 31. Ausgabe fand vom 2. Mai 2022 bis 16. Mai 2022. Thema war in diesem Jahr die Åland-Inseln mit den Bands von Robert Zetterqvist&Quasimodo und Birdpeople, mit einem Kulturgespräch über das Leben und der Kunst auf Åland und einer Diskussionsrunde über die 100-jährige Autonomie der Inselgruppe.

## Auszeichnungen
- 2024: Kulturpreis des Landes Mecklenburg-Vorpommern: Förderpreis für den Kulturverein Nordischer Klang[2]

## Belege
1. ↑  Institut (Memento des Originals vom 11. Juli 2016 im Internet Archive)  Info: Der Archivlink wurde automatisch eingesetzt und noch nicht geprüft. Bitte prüfe Original- und Archivlink gemäß Anleitung und entferne dann diesen Hinweis.
2. ↑  "In bester Gesellschaft": Helga Schubert erhält Kulturpreis MV. In: ndr.de. 7. November 2024, abgerufen am 7. November 2024.